# Donald Rumsfeld
Donald Henry Rumsfeld, né le 9 juillet 1932 à Evanston (Illinois) et mort le 29 juin 2021 à Taos (Nouveau-Mexique), est un homme d'affaires et homme politique américain, membre du Parti républicain. Il est secrétaire à la Défense entre 1975 et 1977 dans l'administration du président Gerald Ford puis entre 2001 et 2006 dans l'administration du président George W. Bush.
Durant la présidence de Bush, il est un des principaux propagandistes de la guerre d'Irak, puis du programme de torture américain.
Il a été PDG de plusieurs grandes entreprises, comme le groupe pharmaceutique G.D. Searle (devenu Pfizer), la General Instrument et Gilead Sciences.
Donald Rumsfeld est par ailleurs un membre fondateur du think tank néoconservateur Project for the New American Century.

## Origines et études

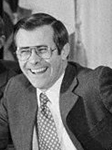
Donald Rumsfeld en 1975.

La famille paternelle de Donald Rumsfeld est originaire de Weyhe en Allemagne et c'est son arrière-grand-père Johann Heinrich Rumsfeld qui décide d'émigrer en Amérique du Nord en 1876.
Né à Evanston juste au nord de Chicago dans l'Illinois, dans un milieu modeste, il grandit en banlieue nord de Chicago, à Evanston. Adolescent, il dirige l'équipe de lutte de son lycée.
Boursier, il fait des études de science politique à l'université de Princeton puis s'engage dans l'United States Navy où il devient pilote, avant de devenir instructeur de l'aéronavale.

## «Le JFK républicain»
Attiré par la politique, il est élu pour la première fois représentant de l'Illinois à la Chambre des représentants des États-Unis en 1962 alors qu'il n'a que 30 ans.
Surnommé à l'époque « le JFK républicain », il est constamment réélu jusqu'à son entrée dans l'administration de Richard Nixon en 1969 à la présidence d'un organisme chargé de la lutte contre la pauvreté.

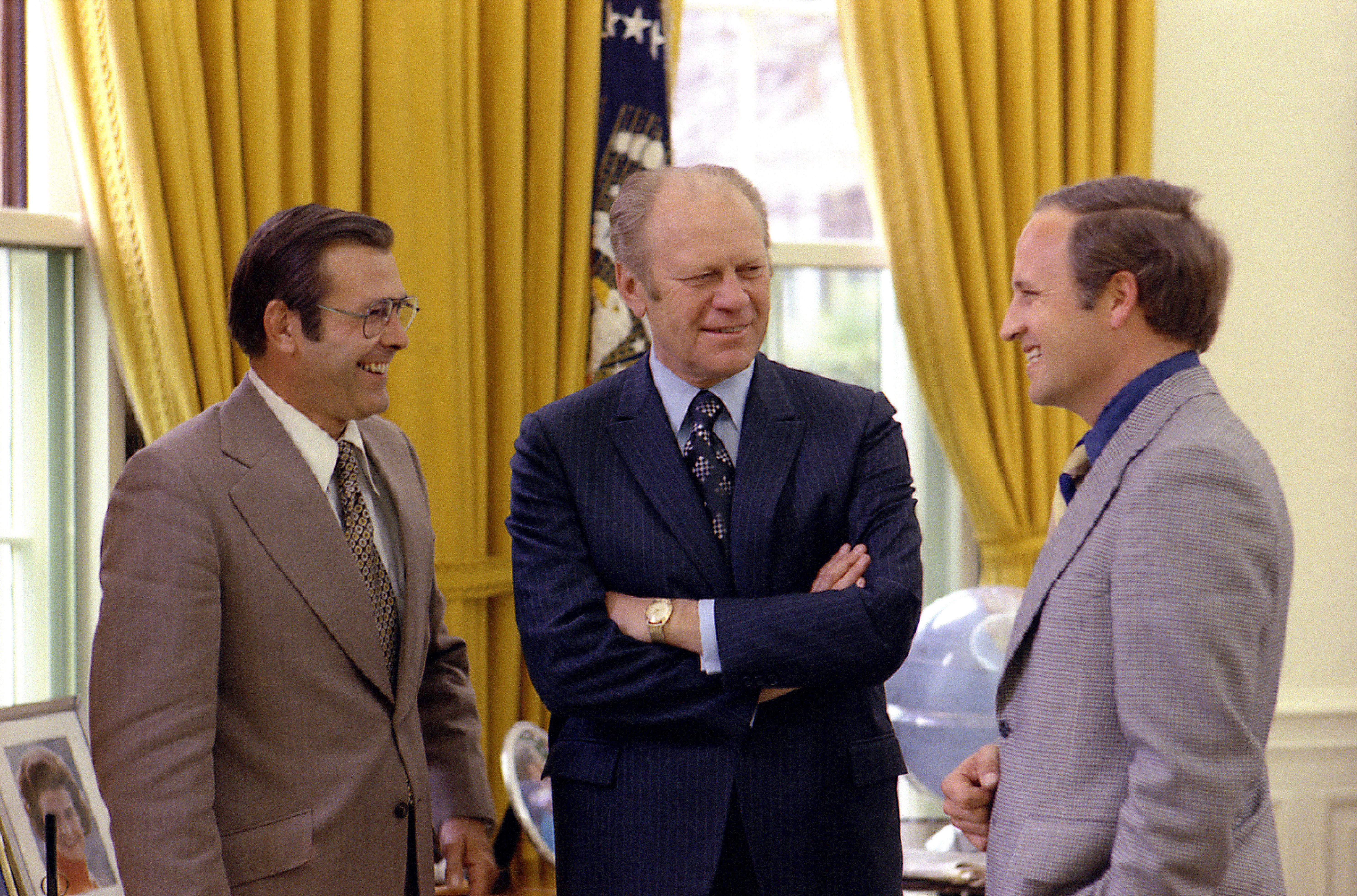
Le président Gerald Ford en compagnie de Donald Rumsfeld et Dick Cheney, le 28 avril 1975.

En 1972, Richard Nixon en fait son ambassadeur à l'OTAN à Bruxelles pendant deux années.
En 1974, le président Gerald Ford le nomme chef de cabinet de la Maison-Blanche. Son adjoint est alors Dick Cheney.
En 1975, il est nommé secrétaire à la Défense alors que George H. W. Bush, son rival[réf. nécessaire], est nommé directeur de la CIA.

## Traversée du désert
En 1977, Donald Rumsfeld rejoint le secteur privé comme dirigeant du groupe pharmaceutique G.D. Searle, basé à Skokie (Illinois). C'est à l'époque où il était chef de cabinet de la Maison-Blanche que Searle avait reçu l'agrément de la Food and Drug Administration pour l'exploitation commerciale de l'aspartame. La commercialisation de ce produit sous le nom de NutraSweet permit à la société Searle d'engranger, sous la direction de Donald Rumsfeld, de substantiels bénéfices. La vente de Searle à la compagnie Monsanto lui aurait rapporté la somme de 12 millions de dollars.
En raison de ce possible conflit d'intérêts, le US Government accountability office (US GAO), qui est l'organe d'inspection et de contrôle du Congrès américain, a diligenté une enquête en 1987 sur les conditions dans lesquelles l'aspartame avait reçu son autorisation de mise sur le marché. Le rapport, rendu public, a conclu que l'examen du dossier de l'aspartame par la Food and Drug administration ne présentait pas d'irrégularité et que les suspicions à l'encontre de Donald Rumsfeld n'étaient pas fondées.

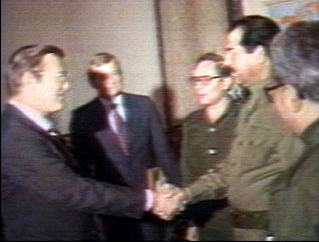
Donald Rumsfeld avec Saddam Hussein en 1983.

En 1981, en dépit du retour des républicains au pouvoir, l'hostilité du vice-président Bush l'empêche de retrouver des fonctions gouvernementales.
En 1983, il est l'envoyé spécial du président Ronald Reagan au Moyen-Orient. Il se rend à Bagdad et sa rencontre avec Saddam Hussein débouche en 1984 sur le rétablissement des relations diplomatiques, rompues par l'Irak lors de la guerre israélo-arabe de 1967. ll fait parvenir au régime irakien, alors en guerre contre l'Iran et confronté à la rébellion kurde des armes biologiques, chimiques, le bacille du charbon. En mai 1984, Donald Rumsfeld renonce à sa mission au Moyen-Orient pour se consacrer à ses activités de chef d'entreprise.
En 1988, il renonce à participer aux primaires républicaines pour la succession de Ronald Reagan et laisse le champ libre à George H. W. Bush.
Sa traversée du désert commence alors et continue sous Bill Clinton, qui lui confie pourtant, en 1998, la présidence d'une commission chargée d'étudier les projets de défense antimissile.
Il dirige également une commission du Congrès sur les « États voyous » qui conclut que la CIA était incapable d'obtenir des informations sur ces nouvelles menaces.
Il est président et directeur général de la General Instrument Corporation de 1990 à 1993. Il est également de 1997 à 2001 président du laboratoire pharmaceutique Gilead Sciences En 2005, il détient encore dans cette entreprise des actions d'une valeur estimée entre 5 et 25 millions de dollars.

## Secrétaire à la Défense de George W. Bush

Donald Rumsfeld et le ministre des Affaires étrangères et ancien Premier ministre israélien Shimon Peres au Pentagone, le 22 octobre 2001.

En 2001, c'est sous les conseils de Dick Cheney, nouveau vice-président et ami[réf. nécessaire], que Donald Rumsfeld est nommé à la tête du département de la Défense au Pentagone.
Selon Nicole Bacharan et Dominique Simonnet, cette nomination de Donald Rumsfeld au poste de secrétaire à la Défense par George Bush fils pourrait d'ailleurs passer pour une révolte de ce dernier contre son père.
Il arrive avec un projet de modernisation des forces armées en misant sur les techniques de pointe, mais, en peu de temps, il déclenche l'hostilité d'une bonne partie des états-majors et de leurs alliés au Congrès.
Il dirige les campagnes américaines contre les gouvernements de gauche parvenus au pouvoir en Amérique latine.

### Attentats du 11 septembre 2001
Il déclare voir dans les attentats du 11 septembre 2001 « le genre d'opportunités qu'a offert la Seconde Guerre mondiale, celle de remodeler le monde ». Il envisage dès lors un plan prévoyant l’invasion de sept pays : l’Irak, l’Afghanistan, le Soudan, la Libye, la Somalie, le Liban et l’Iran.
Il devient l'homme de la guerre en Afghanistan, chargé d'organiser l'offensive générale contre le terrorisme.
Son nouveau rôle, sa forte popularité et l'augmentation impressionnante des crédits militaires lui permettent de procéder à la modernisation de l'outil de défense.

### Guerre d'Irak de 2003

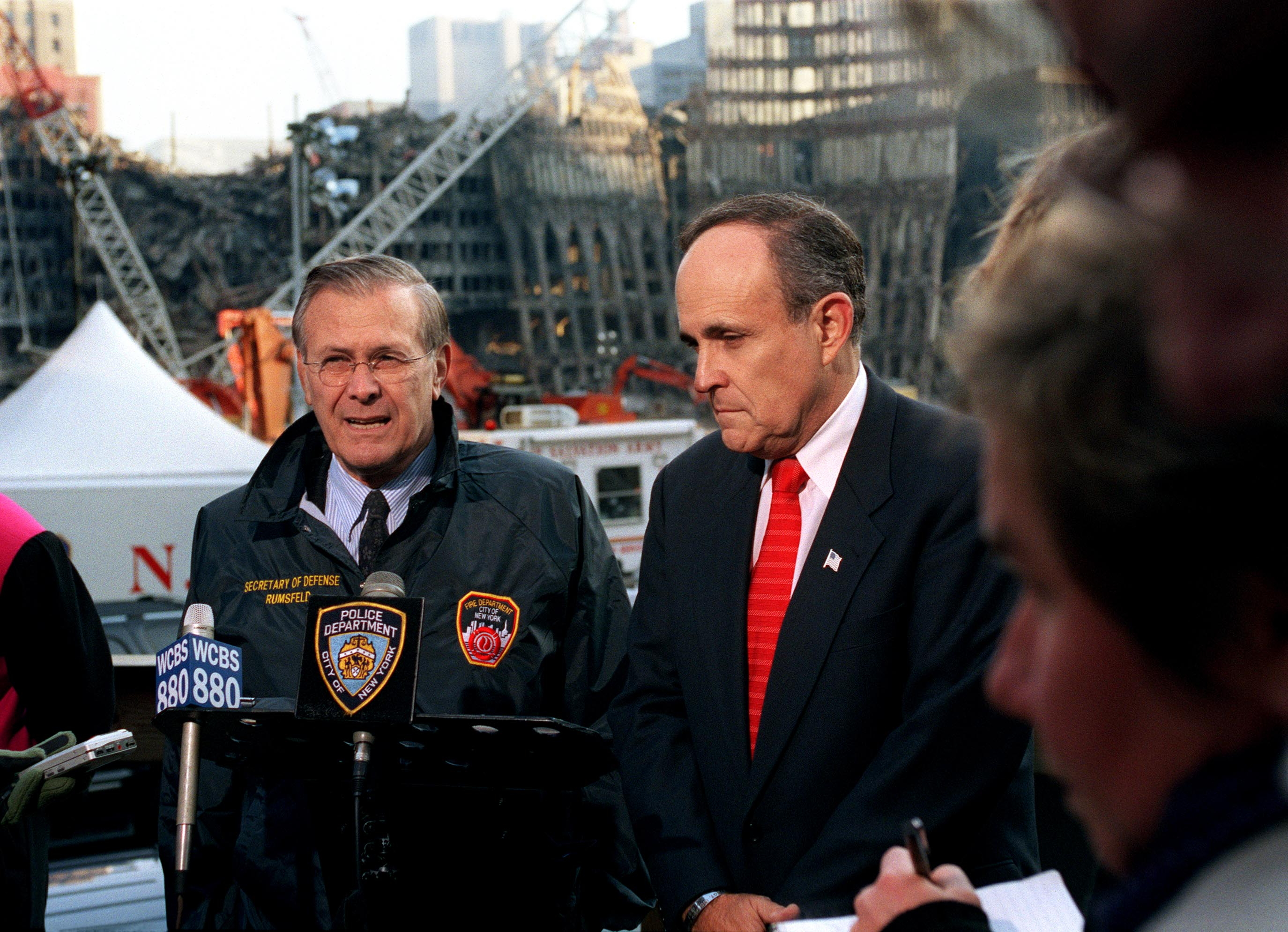
Donald Rumsfeld et le maire de New York, Rudy Giuliani sur le site du World Trade Center à Manhattan, le 14 novembre 2001.

Il est, avec son adjoint Paul Wolfowitz, un des stratèges de la guerre d'Irak en 2003.
C'est également dans le cadre de l'après-11 septembre mais également de la guerre interne menée par le vice-président, Dick Cheney, contre la CIA, l'Agence centrale de renseignement, que Donald Rumsfeld procède à la création du Bureau des projets spéciaux (Office of Special Plans), placé sous l'autorité directe de Paul Wolfowitz, son secrétaire adjoint et géré par le sous-secrétaire à la Défense, Douglas Feith (en). C'est à ce bureau qu’est par la suite reproché d'avoir inventé la menace des « armes de destruction massive » irakiennes et d'avoir sciemment fourni de fausses informations. Il est fermé depuis.

### Démission

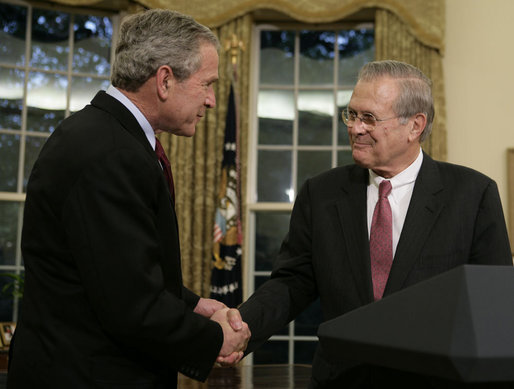
George W. Bush et Donald Rumsfeld le 8 novembre 2006, jour de l'annonce de sa démission.

Selon Jeremy Scahill, « le mandat de Donald Rumsfeld comme secrétaire à la Défense connaîtra une fin peu glorieuse. Depuis quelques mois, huit généraux à la retraite (...) mènent avec des parlementaires (...) une campagne pour obtenir sa démission ». Certains lui reprochent la détérioration de la situation en Irak, d'autres, les mauvais traitements aux détenus d'Abou Ghraib.
Le 8 novembre 2006, le président des États-Unis George W. Bush accepte et annonce la démission de Donald Rumsfeld au lendemain de la victoire des démocrates lors des élections de mi-mandat. Le président a proposé au Sénat l'ancien directeur de la CIA, Robert Gates, pour lui succéder.
Après une tournée d'adieu auprès des soldats américains en Irak, la passation de pouvoir avec son successeur a lieu le 18 décembre 2006.

## Dernières années
Donald Rumsfeld meurt le 29 juin 2021 à Taos (Nouveau-Mexique), à 88 ans, des complications d'un myélome multiple. Il n'a pas été inquiété par la justice américaine ou internationale. Il est inhumé au cimetière national d'Arlington, quelques jours après la victoire des Talibans en Afghanistan.

## Polémiques

### Tamiflu
De janvier 1997 jusqu'à ce qu'il devienne secrétaire à la Défense en janvier 2001, Donald Rumsfeld était président du conseil d'administration de Gilead Sciences qui a développé le Tamiflu, utilisé dans le traitement de la grippe aviaire. D'après le numéro du 31 octobre 2005 du magazine Fortune, Donald Rumsfeld aurait possédé à cette époque entre 5 et 25 millions de dollars d'actions dans la société. À la suite de cette révélation, le journal Libération rapporte qu'il « a indiqué avoir déjà pensé vendre ses actions en début d'année, lorsque la question d'une pandémie possible commençait à se poser. Puis, après avoir consulté le Comité d'éthique du Sénat, les services juridiques de la Maison-Blanche et le département de la Justice, il avait décidé de ne pas vendre et de s'abstenir de toute participation aux décisions concernant la grippe aviaire[réf. souhaitée].

### Invasion de l'Irak
Les lourdes difficultés de l'occupation militaire qui s'ensuivirent sont beaucoup reprochées à Donald Rumsfeld, notamment le fait de ne pas avoir engagé suffisamment de moyens en termes de soldats et de matériel militaire. Et ceci en dépit des estimations des besoins effectuées par les militaires comme le général Eric Shinseki, chef d'état-major de l'armée de terre[réf. nécessaire].

### Utilisation de la torture

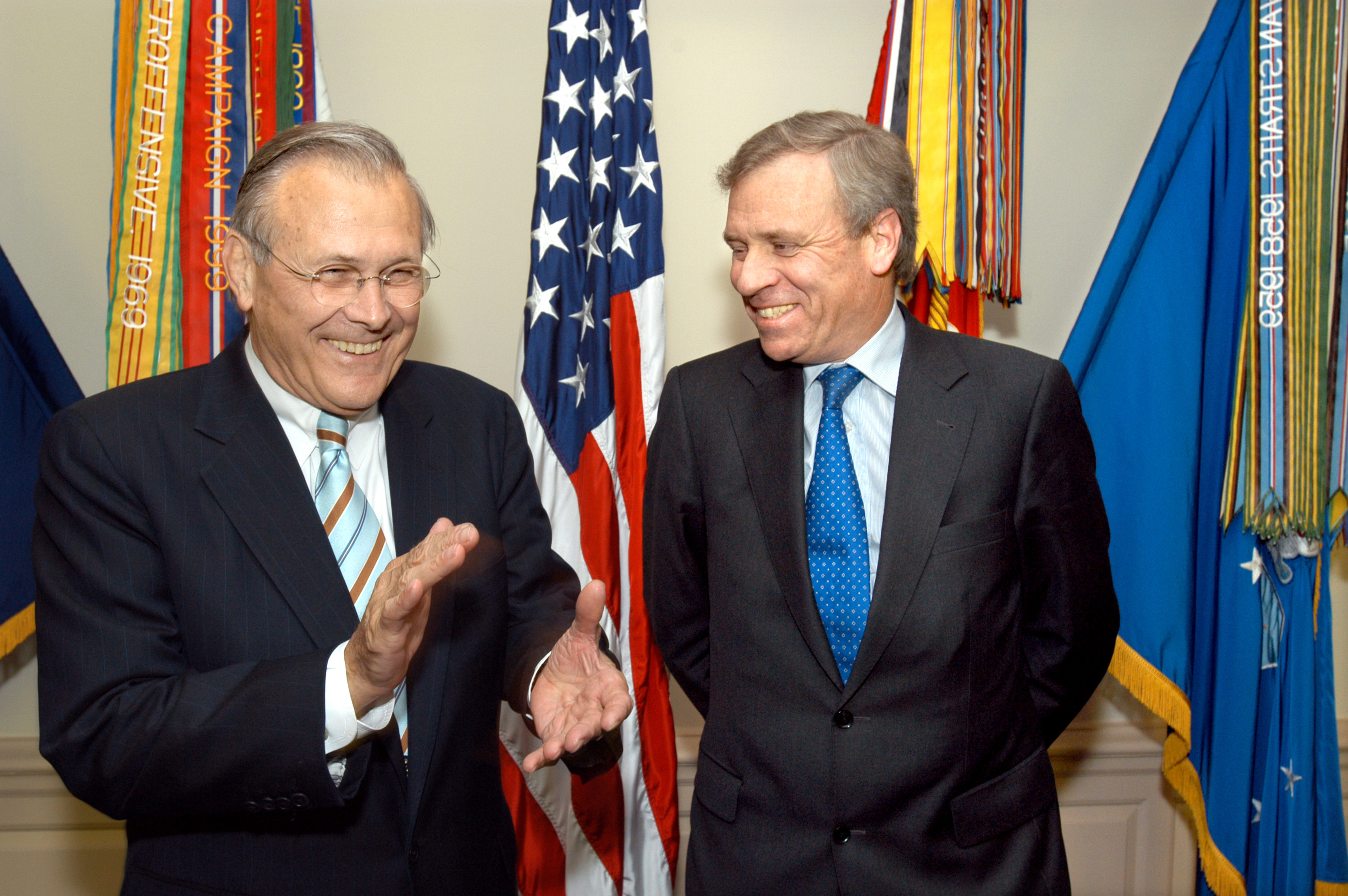
Rumsfeld avec le secrétaire général de l'OTAN Jaap de Hoop Scheffer en 2005.

Le scandale de la torture à la prison d'Abou Ghraib le met sur la sellette. Plusieurs élus républicains ou démocrates exigent sa démission, mais le président Bush lui maintient sa confiance et il conserve son poste après la réélection de George W. Bush en novembre 2004.
Dans ce cadre, cinq plaintes pour mauvais traitements et tortures ont été déposées contre lui. Deux l'ont été en Allemagne et n'ont pas abouti, ni celles déposées en Argentine et en Suède. Une autre, déposée aux États-Unis par un groupe de prisonniers ou d'anciens prisonniers des centres de détention d'Abou Ghraib et de Guantanamo n'a pas abouti au motif que les plaignants n'étaient pas de nationalité américaine.
Le 25 octobre 2007, la dernière plainte a été déposée contre lui auprès du parquet de Paris par quatre associations de défense des droits de l'homme (la Fédération internationale des ligues des droits de l'homme, la Ligue française pour les droits de l'homme et du citoyen, le Center for constitutional rights, le European center for constitutional and human rights) alors qu'il était à Paris, invité d'honneur de la revue Foreign Policy, au cercle de l'Union interalliée. Les plaintes invoquent la compétence universelle de la justice française (prévue par l'article 5.2 de la Convention contre la torture, que la France a ratifiée et l'article 689-1 du Code de procédure pénale) pour le crime de torture, dès lors que l'auteur présumé des faits se trouve sur le territoire de la République. L’article 221-1 du Code pénal prévoit que de tels actes sont punissables de 15 années de réclusion criminelle. Le parquet de Paris a alors confirmé que « la plainte était en cours d'examen » et devait vérifier si elle était recevable.
Plus largement, il apparaît que Donald Rumsfeld a en fait modifié plusieurs règlements afin de légaliser la torture par des agents américains, quand elle est pratiquée sur des suspects de terrorisme, sans pour autant que cette notion soit définie légalement.
Donald Rumsfeld est assurément l'un des principaux architectes de la bureaucratie de la torture mise en place dans la foulée du 11 septembre, mais son départ n'aura pas grand effet sur les pratiques et les programmes qu'il a contribué à définir et qui continueront à fonctionner en l'état sous l'administration Obama.

## Dans la culture populaire
Dans le film W. : L'Improbable Président (2008) d'Oliver Stone, son rôle est joué par Scott Glenn, par Steve Carell dans Vice d'Adam McKay (2018) puis par Derek Cecil (en) dans la série télévisée The First Lady (2022).

## Décorations

### Décorations américaines
- Médaille présidentielle de la Liberté (1977).

### Décorations étrangères
- Grand cordon de l'ordre du roi Abdelaziz (Arabie saoudite, 2002).
- Grand cordon de l'ordre du Soleil levant (Japon, 2015).
- Grand-croix de l'ordre du Mérite de la république de Pologne (Pologne, 2005).
- Grand officier de l'ordre de l'Étoile de Roumanie (Roumanie, 2004).
- Médaille de l'ordre royal du Lion (Rwanda, 2007).
- Grand cordon de l'ordre de l'Étoile Brillante (Taïwan, 2011).